# Добровільська сільська рада (Васильківський район)
Доброві́льська сільська́ ра́да — орган місцевого самоврядування в Васильківському районі Дніпропетровської області. Адміністративний центр — село Добровілля.

## Загальні відомості
- Населення ради: 1 180 осіб (станом на 2001 рік)

## Населені пункти
Сільській раді підпорядковані населені пункти:
- с. Добровілля
- с. Бровки
- с. Гришаї
- с. Лиса Балка
- с. Очеретувате

## Склад ради
Рада складається з 12 депутатів та голови.
- Голова ради: Махинько Любов Данилівна
- Секретар ради: Фесенко Оксана Анатоліївна

### Керівний склад попередніх скликань
| Прізвище, ім'я, по батькові | Основні відомості                                                                       | Дата обрання | Дата звільнення |
| --------------------------- | --------------------------------------------------------------------------------------- | ------------ | --------------- |
| Дейнега Микола Григорович   | Сільський голова, 1955 року народження, член Народної партії                            | 26.03.2006   | 31.10.2010      |
| Махинько Любов Данилівна    | Сільський голова, 1959 року народження, освіта середня спеціальна, член Партії регіонів | 31.10.2010   |                 |

Примітка: таблиця складена за даними сайту Верховної Ради України

### Депутати
За результатами місцевих виборів 2010 року депутатами ради стали:

#### За суб'єктами висування
| Суб'єкт висування | Кількість обраних депутатів | %   |
| ----------------- | --------------------------- | --- |
| Партія регіонів   | 12                          | 100 |

#### За округами
| № округу        | Прізвище, ім'я, по батькові       | Дата визнання обраним | Освіта             | Партійна приналежність | Відомості про обраного депутата                           |
| --------------- | --------------------------------- | --------------------- | ------------------ | ---------------------- | --------------------------------------------------------- |
| Партія регіонів |                                   |                       |                    |                        |                                                           |
| 1               | Марухно Лариса Петрівна           | 04.11.2010            | середня спеціальна | член Партії регіонів   | Добровільська сільська рада, головний бухгалтер           |
| 2               | Гвоздь Людмила Сергіївна          | 04.11.2010            | середня спеціальна | член Партії регіонів   | приватний підприємець                                     |
| 3               | Синьогіна Антоніна Михайлівна     | 04.11.2010            | середня спеціальна | член Партії регіонів   | пенсіонер                                                 |
| 4               | Фесенко Андрій Іванович           | 04.11.2010            | середня спеціальна | член Партії регіонів   | Добровільська сільська рада, завідувач Добровільським ФАП |
| 5               | Комендант Олександр Володимирович | 04.11.2010            | середня            | член Партії регіонів   | приватний підприємець                                     |
| 6               | Куценко Наталя Володимирівна      | 04.11.2010            | середня спеціальна | член Партії регіонів   | Добровільська сільська рада, бухгалтер                    |
| 7               | Фесенко Оксана Анатоліївна        | 04.11.2010            | середня спеціальна | член Партії регіонів   | Добровільська сільська рада, секретар ради                |
| 8               | Самарська Любов Петрівна          | 04.11.2010            | середня спеціальна | член Партії регіонів   | ТОВ «Зоря нив», бухгалтер                                 |
| 9               | Марціяш Яна Тимофіївна            | 04.11.2010            | середня            | член Партії регіонів   | Добровільська сільська рада, завідувачка клубу            |
| 10              | Прохорова Світлана Миколаївна     | 04.11.2010            | середня спеціальна | член Партії регіонів   | тимчасово не працює                                       |
| 11              | Змитреня Інна Володимирівна       | 04.11.2010            | середня            | член Партії регіонів   | тимчасово не працює                                       |
| 12              | Мошник Ніна Іванівна              | 04.11.2010            | середня            | член Партії регіонів   | пенсіонер                                                 |